# Radar P-18

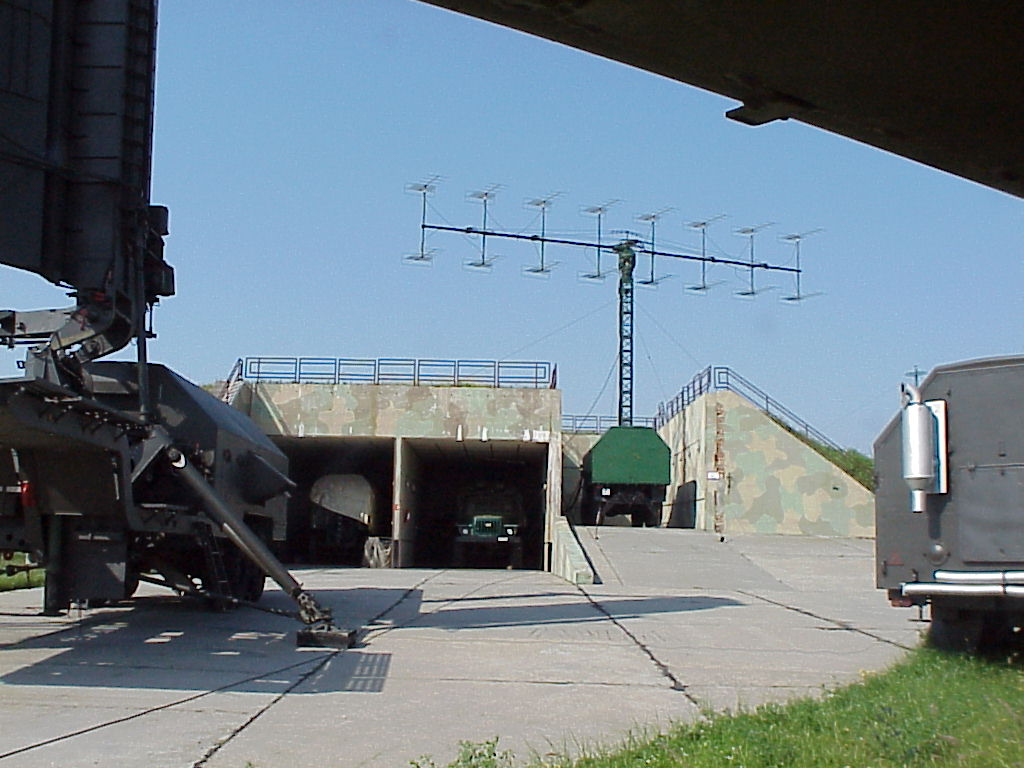
P-18 hongrois protégé dans son hangar

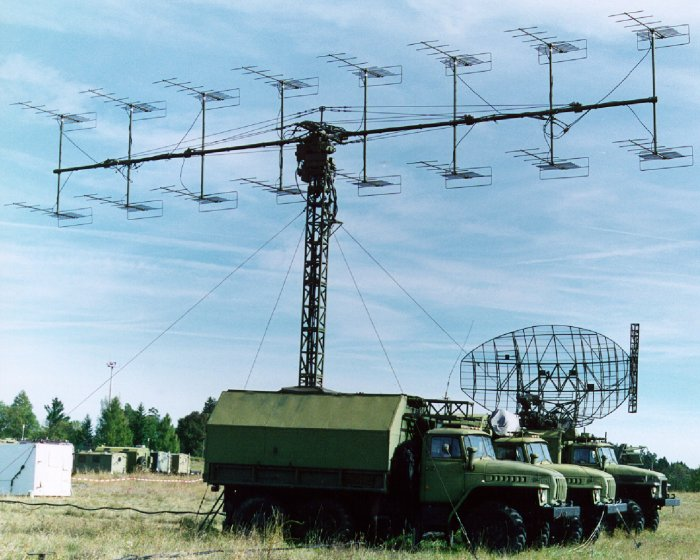
Radar soviétique/russe P-18, à l'arrière-plan radar reconnaissance ami-ennemi.

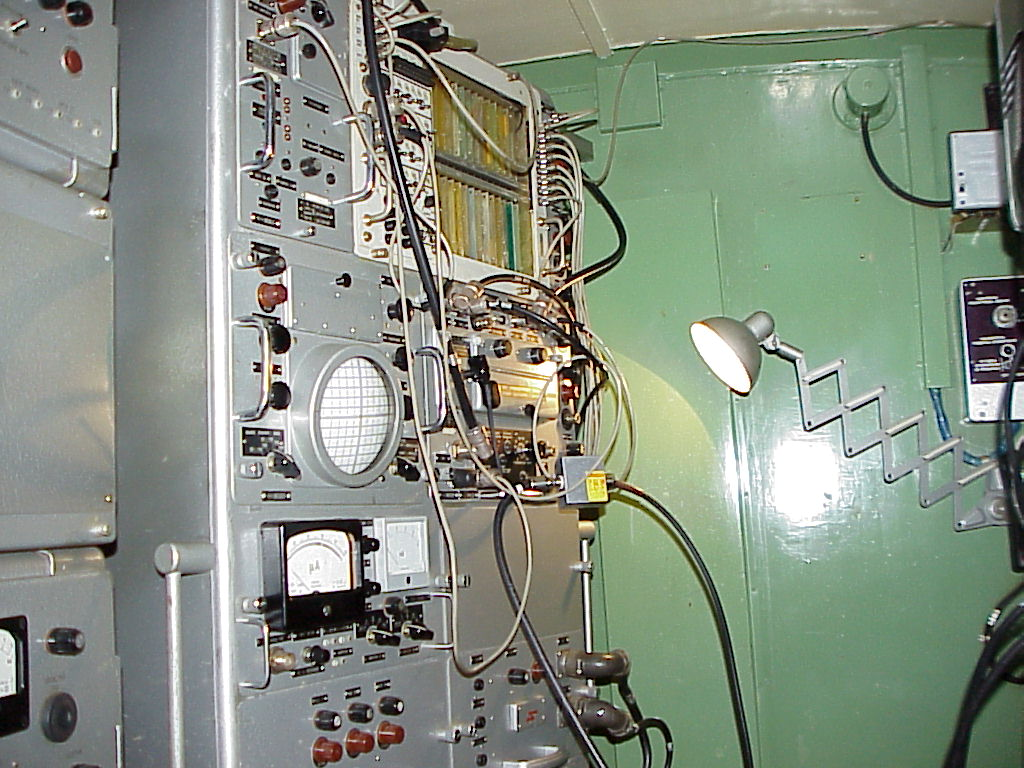

Le P-18 ou 1RL131 Terek (également appelé par le nom de référence OTAN "Spoon Rest D" en Occident) est un radar VHF 2D développé et exploité par l'ancienne Union soviétique et monté sur véhicule porteur Oural-375.

## Développement
Le radar d'alerte précoce P-18 est un développement du précédent radar P-12, le radar P-18 étant accepté en service en 1970 après l'achèvement réussi du programme. Le P-18 a été développé par le SKB Design Bureau, une division de l'usine d'État n° 197 nommée d'après V. I. Lénine qui a développé le précédent P-12, le prédécesseur de l'actuel Institut de recherche de Nijni Novgorod en ingénierie radio (NNIIRT). En 1979, un nouveau radar IFF secondaire, le 1L22 « Parol », est entré en service pour compléter le P-18. Contrairement au précédent radar secondaire NRS-12 (NATO « Score Board »), le nouvel interrogateur était transporté sur un camion séparé.
Le P-18 est toujours en service aujourd'hui et a été largement exporté. De nombreuses entreprises proposent des options de mise à niveau pour améliorer les performances et la fiabilité du radar et pour remplacer les composants obsolètes. NNIIRT propose un package de mise à niveau pour le P-18 qui comprend l'installation d'un émetteur et d'un récepteur électronique à semi-conducteurs, d'un équipement de suppression automatique des brouilleurs ainsi que d'un équipement de traitement du signal, de test et d'interface basé sur un PC. Ces variantes améliorées du P-18 peuvent être appelées P-18M, P-18-1 ou P-18-2 selon le fabricant, la modification et la nationalité du radar. Le P-18 a été remplacé par le radar de surveillance VHF 1L13 « Nebo » en 1984. Actuellement, la société russo-biélorusse Defense Systems fournit des mises à niveau pour les radars P-18. Retia, une société tchèque d'électronique civile et militaire, a également développé sa propre modernisation fondamentale du P-18 sous le nom de ReVEAL. Il est désormais à semi-conducteurs, numérisé et équipé d'un système IFF amélioré, tout en permettant d'utiliser également l'IFF existant. L'ensemble de l'équipement est reconditionné dans un conteneur standard et déjà vendu en plusieurs dizaines d'unités.

## Sources et références
1. 1 2  « Institut de recherche en ingénierie radio de Nijni Novgorod » [archive du 26 octobre 2020], NNIIRT, 2008 (consulté le 28 décembre 2008)
2. ↑  (ru) « РЛС П-12 » [archive du 1er juillet 2018], pvo.guns.ru,‎ 7 août 2000 (consulté le 29 décembre 2008)
3. ↑  « JSC Defense Systems » [archive du 17 janvier 2009] (consulté le 3 juin 2009)
4. ↑  « RETIA, a.s. - Modernisation du radar » [archive du 9 avril 2012] (consulté le 23 avril 2013)